# Östra Hoby landskommun
Östra Hoby landskommun var en tidigare kommun i dåvarande Kristianstads län.

## Administrativ historik
Kommunen bildades i Hoby socken i Järrestads härad i Skåne när 1862 års kommunalförordningar trädde i kraft. Namnet var före 17 april 1885 Hoby landskommun. 23 augusti 1889 inrättades här Skillinge municipalsamhälle.
Vid kommunreformen 1952 uppgick kommunen med municipalsamhället i Borrby landskommun som 1969 uppgick i Simrishamns stad som 1971 ombildades till Simrishamns kommun.

## Politik

### Mandatfördelning i Östra Hoby landskommun 1938-1946
| 7 | 13 |

| 20 |

| 7 | 13 |

| 20 |

| 5 | 15 |

| 20 |